# Dysauxes burgeffi
Dysauxes burgeffi là một loài bướm đêm thuộc phân họ Arctiinae, họ Erebidae.